# 孔武仲
孔武仲（?—?），字常父，臨江新余（今江西新余）人。孔子四十七代孙，属于“临江派”。
自幼聰慧好學，嘉祐八年（1063年）進士甲科第六，授谷城主簿，歷官齊州儒學教授、國子直講。為湘潭縣令時，“縣出金礦，財貨饒溢”。哲宗元祐年間，歷官集賢校理，著作郎，國子司業。后拜为中书舍人。以宝文阁待制知洪州。
宋哲宗绍圣三年（1096年），被免职，定居池州（今安徽贵池县），專心著作，後卒，享年五十七歲。與兄孔文仲、弟孔平仲並稱“三孔”。著有《书说》13卷、《诗说》20卷、《论语说》10卷、《金华讲义》13卷、《孔氏奏议》3卷、《芍药园序》及《孔氏杂说》等。

## 文獻
- 《宋史·卷344》
- 四庫全書本《清江三孔集》卷三至十九